# García, Centro
García är en ort i Mexiko.   Den ligger i kommunen Centro och delstaten Tabasco, i den sydöstra delen av landet, 700 km öster om huvudstaden Mexico City. García ligger 6 meter över havet och antalet invånare är 331.
Terrängen runt García är mycket platt. Runt García är det tätbefolkat, med 442 invånare per kvadratkilometer. Närmaste större samhälle är Pomoca, 19,9 km sydväst om García. Trakten runt García består till största delen av jordbruksmark.